# ハーシュホーン博物館と彫刻の庭
ハーシュホーン博物館と彫刻の庭（はーしゅほーんはくぶつかんとちょうこくのにわ、英語名The Hirshhorn Museum and Sculpture Garden）は、アメリカ合衆国首都ワシントンD.C.の中心部にある、ナショナル・モールに建てられた美術館とその彫刻庭園の名称である。スミソニアン博物館群の一つであることから、事実上は呼称が博物館となるが、美術品の展示が多いこともあり、時にハーシュホーン美術館とも呼ばれることもある。隣接して、数々の彫刻作品が設置された「彫刻の庭（Sculpture Garden）」と呼ばれる庭園を有し、スミソニアン公式サイトの日本語訳では、名称が「ハーシュホーン博物館と彫刻の庭」とされている。

## 沿革

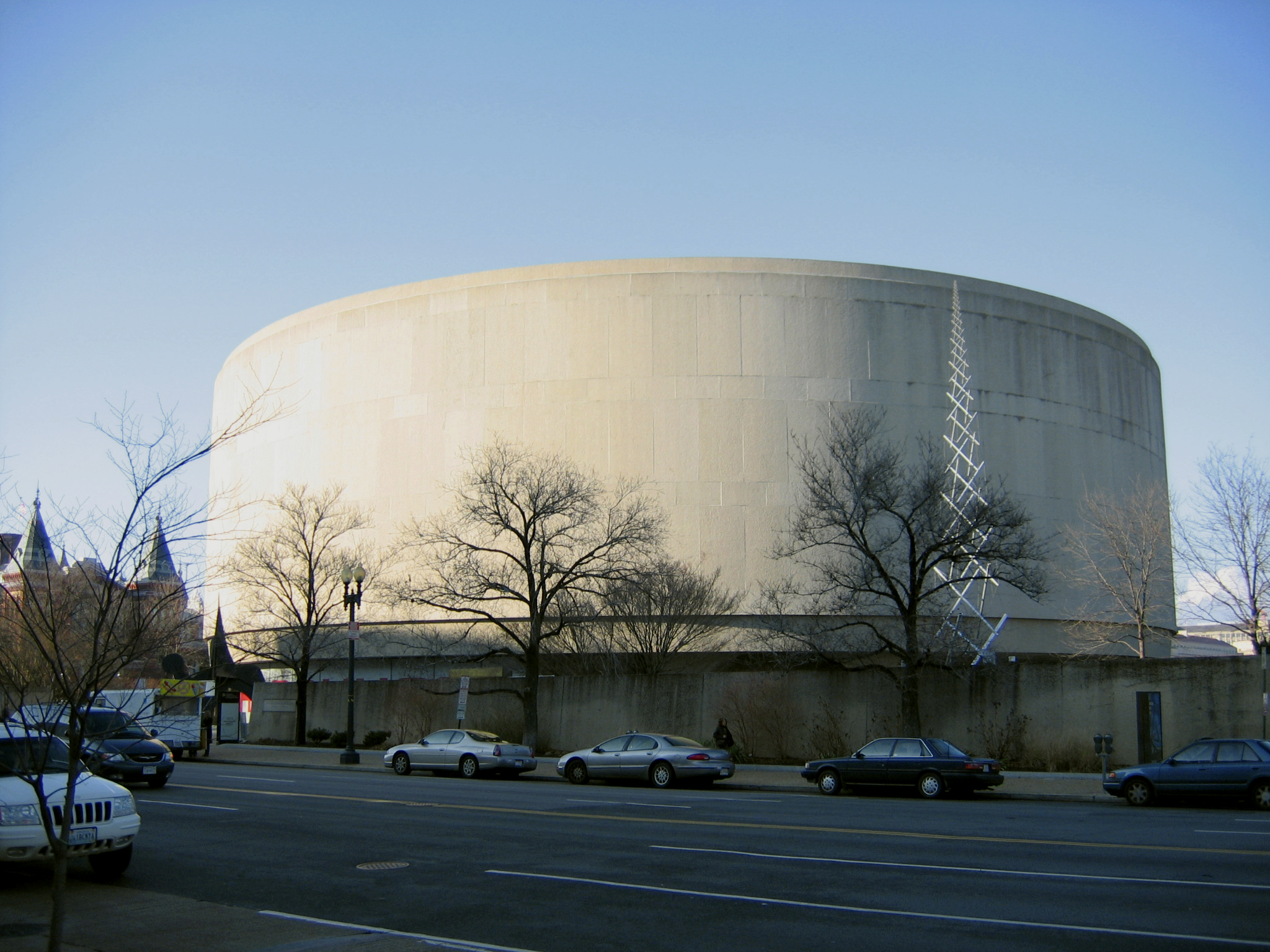
ハーシュホーン博物館外観

円形をしたこの建造物は、1969年に起工されたもの。建築家ゴードン・バンシャフトによるデザイン、連邦政府の資金提供と、ジョーゼフ・ハーシュホーンによるおよそ100万ドルものスミソニアン協会への寄付によって建設が開始された。
1899年にラトビアで生まれたハーシュホーンは、ニューヨークで投資家を職業としていた頃から、フランスの印象派から20世紀初頭のモダニズム作品まで、彫刻品やその他美術品の収集に没頭。その後ウラン採鉱への投資で成功していた彼は、1955年にその投資に関わったものを売り尽くし、売却した資本でコレクションの拡大を図っていった。1966年、議会によって正式にスミソニアン協会の管轄の元、起工が決定。1974年に開館し、モダニズム作品を集めた合衆国有数の博物館となる。その後は1981年にハーシュホーンが莫大な遺産を残し逝去、一時閉館、管理人の交代、建造物の改修を経て現在に至る。

## 概要
入り口は回転ドア仕様。スミソニアン博物館の一つであるため、原則無料・一般開放であり、他の博物館群と同じく玄関での手荷物検査が行われる。三階建てと地下の展示室という構造で、中庭には噴水があり、一階には土産店がある。展示されている作品は主に、近代アートやモダンアートを中心としたものが殆どを占め、また外に出ても彫刻の庭にて多くの彫刻や美術作品を楽しむことが出来る。同博物館は現在およそ12000点の彫刻や絵画、写真などを含む美術作品を所有。有名なアーティストとして、アンディ・ウォーホルやオーギュスト・ロダンの作品が収められている。現時点での管理人はオルガ・バイソ、責任者はJ・トミルソン・ヒルである。
展示は常設の展示室・彫刻庭園のほか、特定のアーティストを取り上げた企画展や、係員による館内ツアーが随時行われており、近年では2006年に日本のアーティスト、杉本博司の展覧会が行われている。なお、館内全ての階にエレベーターがあり、車椅子での閲覧も可能。交通の便は地下鉄、ワシントンメトロを利用し、「L'Enfant Plaza 駅」で降りるのが有効な方法の一つである。

## ギャラリー

### 博物館

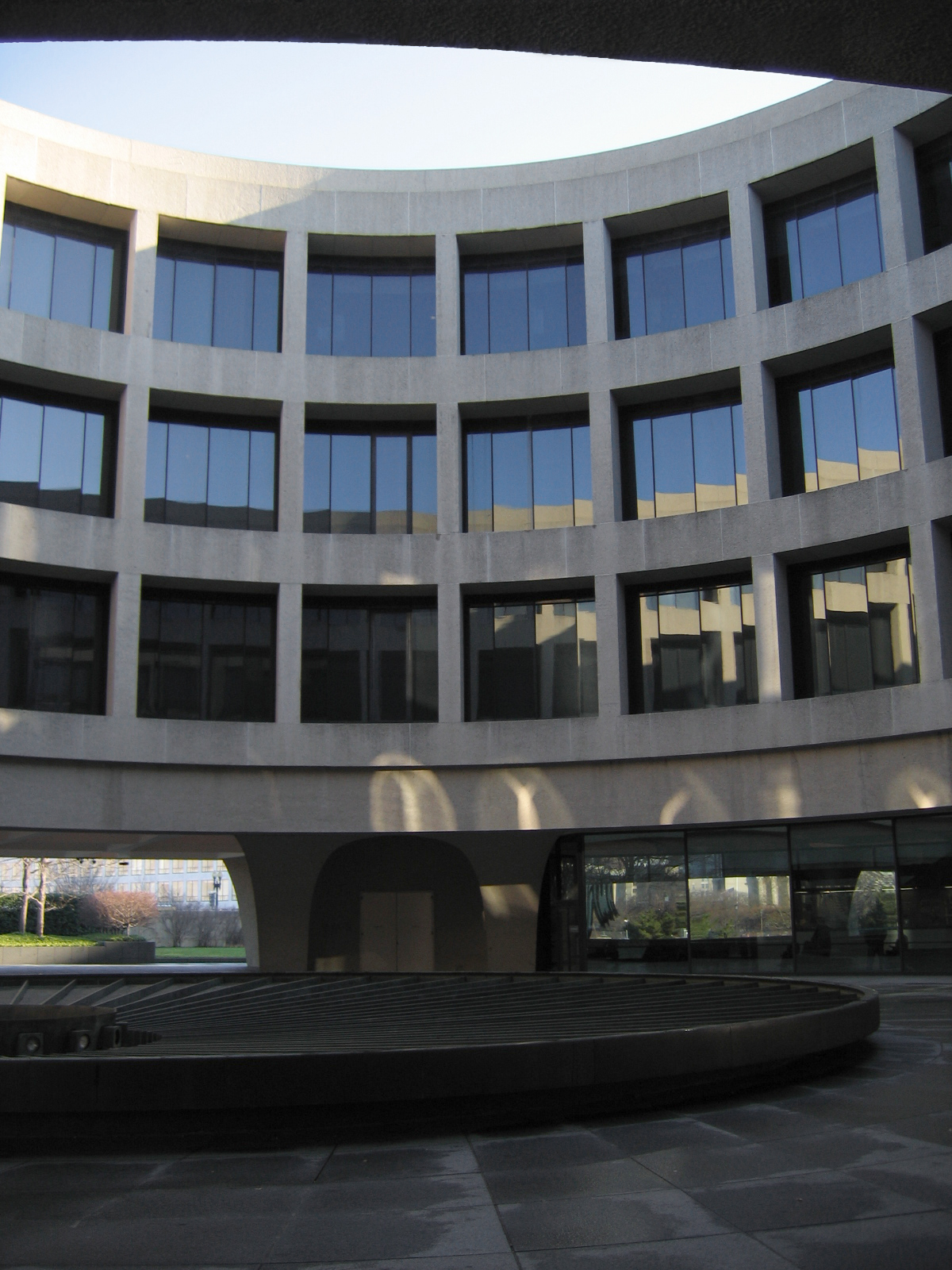
博物館中庭。中心部にあるのは人工池と噴水。
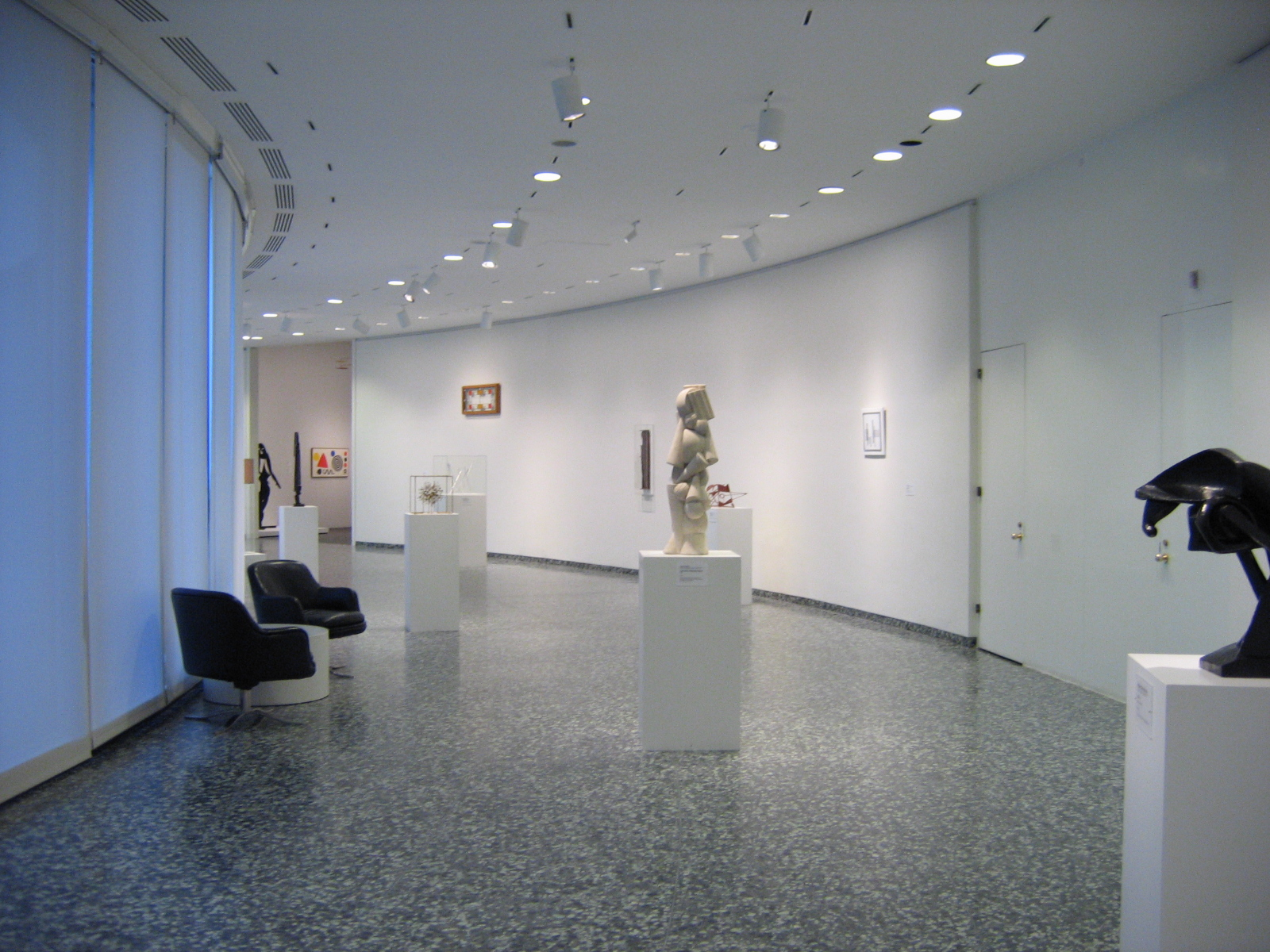
博物館内、彫刻を展示する廊下。
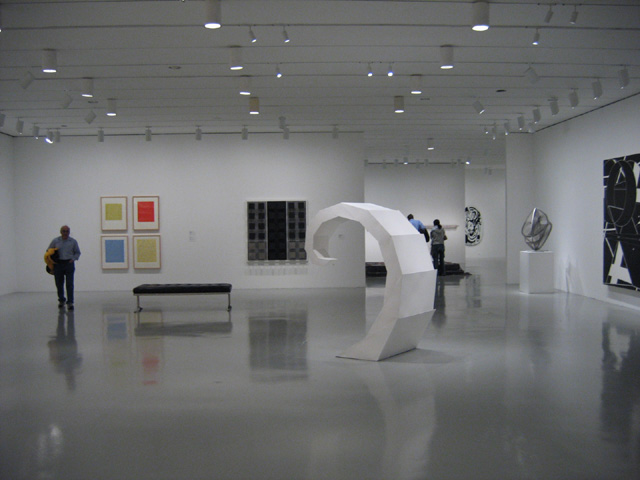
博物館地下の展示室。
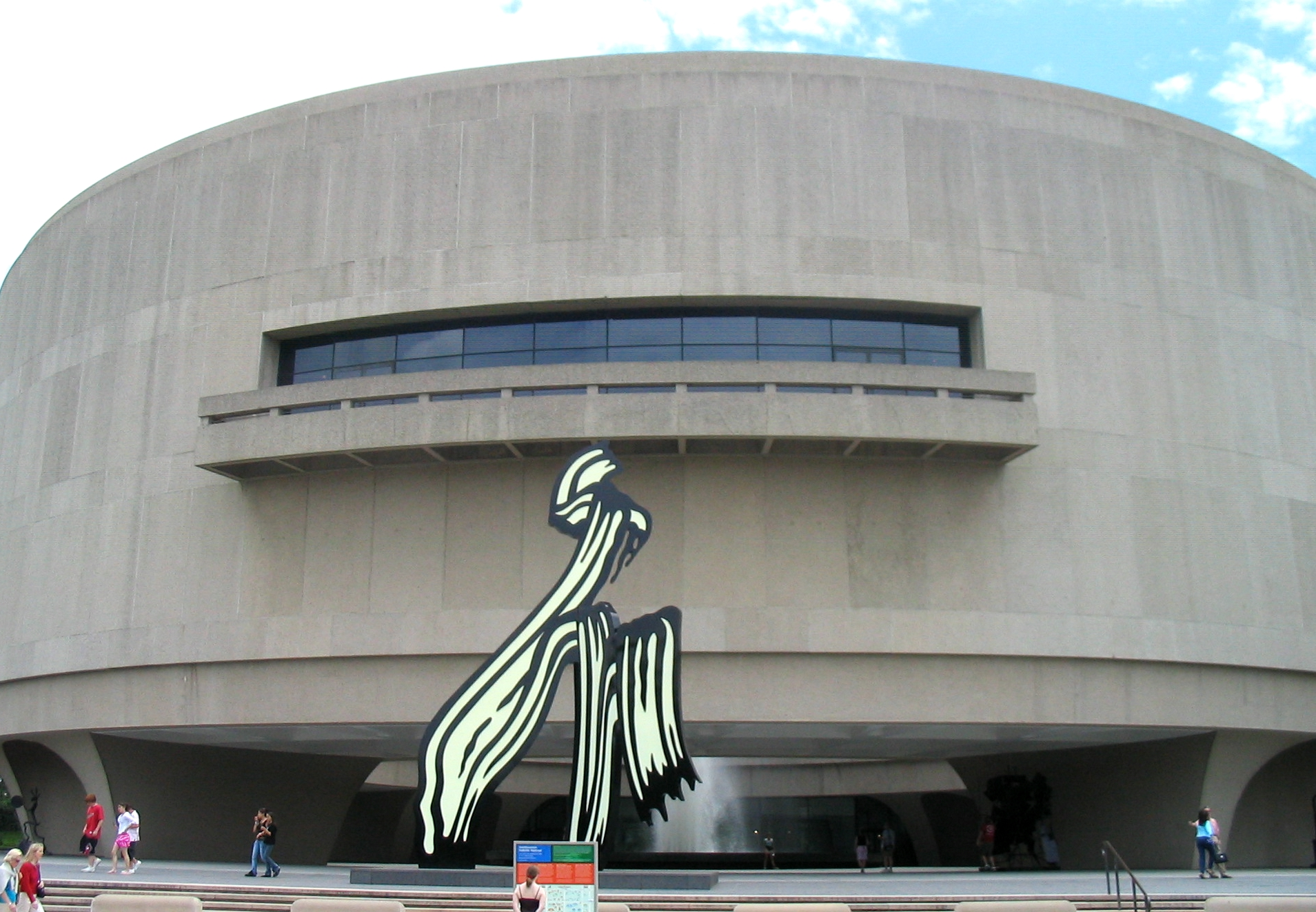
博物館、ナショナル･モールから見た外観。

### 彫刻の庭

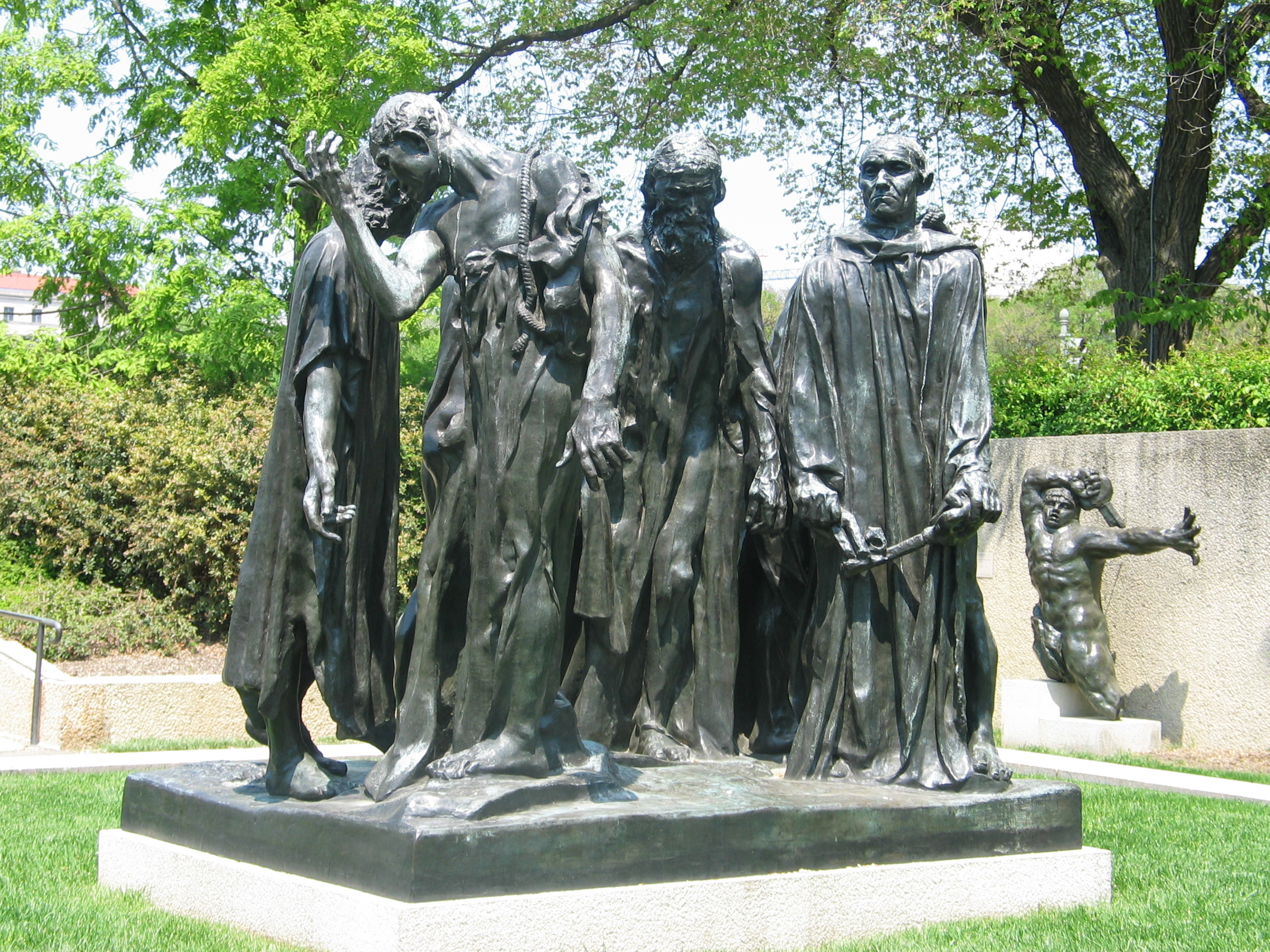
オーギュスト・ロダン　　「カレー市民」
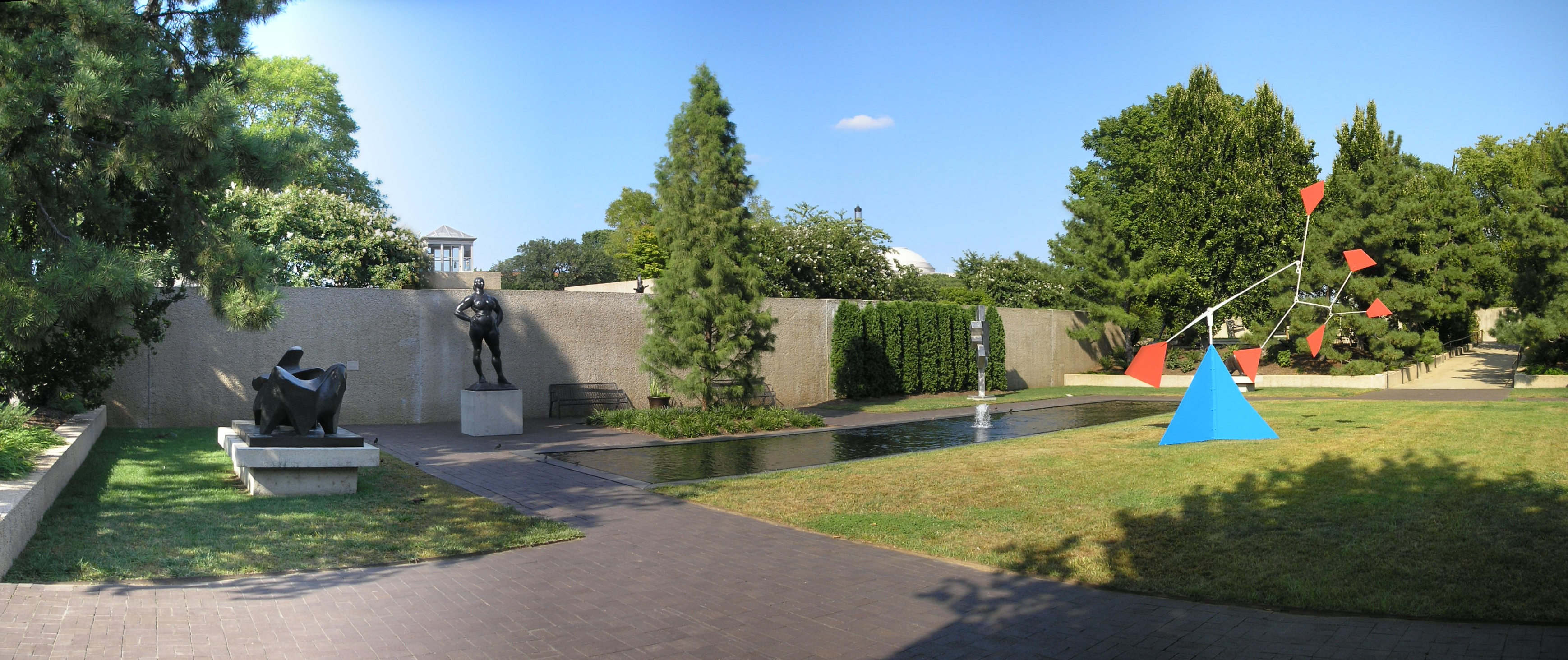
彫刻庭園風景
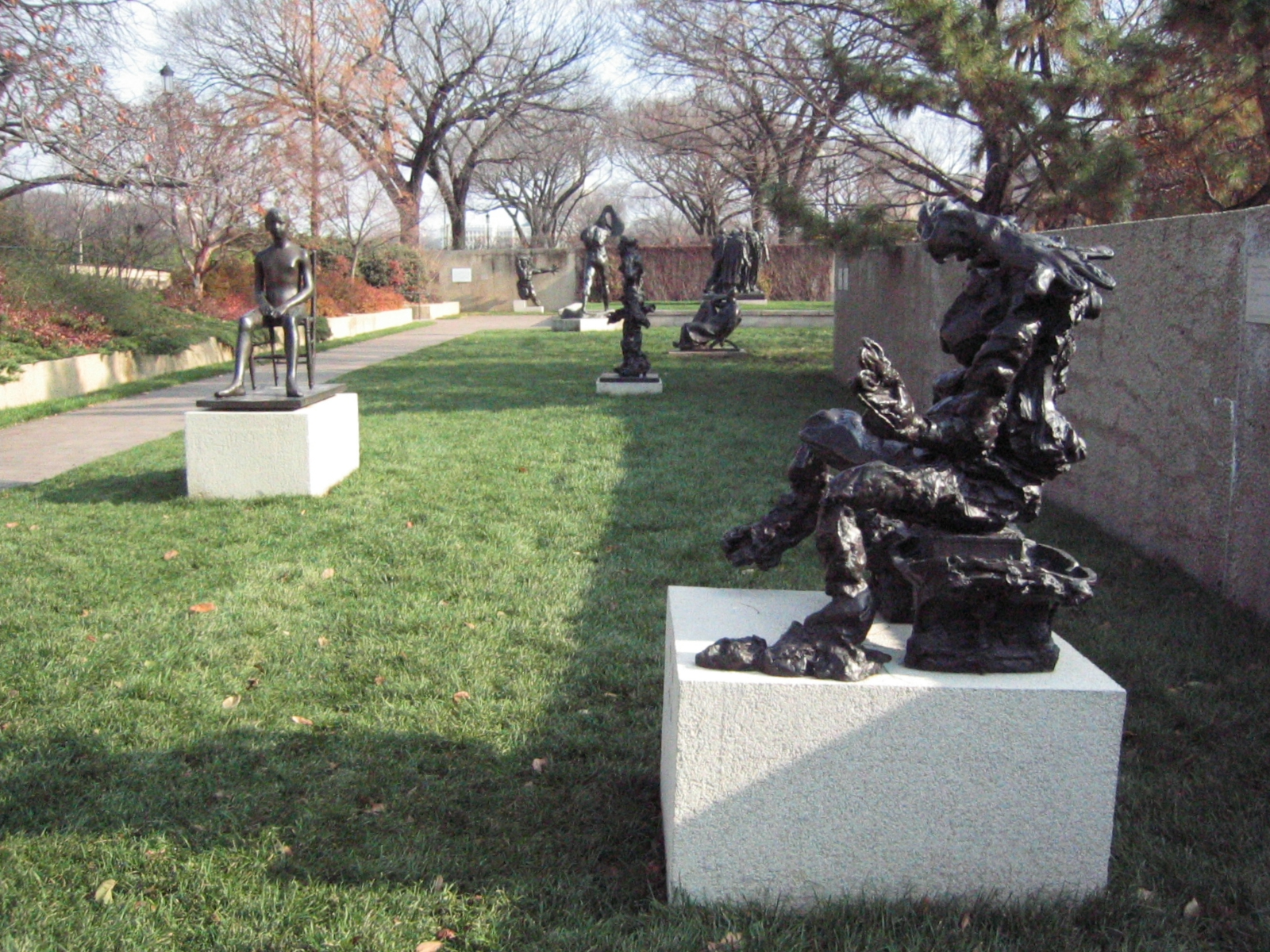
彫刻庭園風景